# Трифановский, Дмитрий Семёнович
Дмитрий Семёнович Трифановский (1843—1924) — российский медик; врач-гомеопат; доктор медицины; автор ряда научных трудов.

## Биография
Дмитрий родился в 1843 году в семье Семёна Михайловича и Елены Александровны Трифановских. Окончив в 1859 году с золотой медалью Четвёртую Московскую гимназию, Дмитрий Трифановский продолжил образование в Императорском Московском университете, где также показал выдающиеся успехи в учёбе.
В 1873 году, защитив диссертацию по теме «О химическом составе человеческой желчи» в альма-матер, Дмитрий Семёнович Трифановский получил степень доктора медицины. 
С 1887 по 1916 год доктор Трифановский работал вольнопрактикующим врачом в городе Москве на Новинском бульваре в доме Хомякова в Кречетниковском переулке. 
Трифановский состоял членом Московского общества последователей гомеопатии. Вел гомеопатический прием в лечебнице Общества (на Маросейке, в доме Тушина), причем в первый год вместе с врачами-гомеопатами И. К. Мишиным, Н. К. Боянусом и В. Ю. Штруппом принимал пациентов бесплатно. 
Кроме докторской диссертации, Д. С. Трифановский напечатал: «Проект организации врачебной помощи в России» (Москва, 1882), «По поводу нападок на учреждение больницы для лечения дифтеритных больных гомеопатией» (Москва, 1883), «Наша общеобразовательная школа» (Москва, 1891). 
Дмитрий Семёнович Трифановский скончался в 1924 году.